# Сан Касијано (Мачерата)
Сан Касијано (итал. San Cassiano) насеље је у Италији у округу Мачерата, региону Марке.
Према процени из 2011. у насељу је живело 109 становника. Насеље се налази на надморској висини од 588 м.